# تشين تشي كوان
تشين تشي كوان (بالصينية: 陳其寬؛ 1921-2007) فنان ومهندس ومعلم تايواني، لا سيما في لوحاته وأعماله المعمارية في جامعة تونغهاي. تعاون مع آي إم بي لتصميم كنيسة لوس التذكارية في حرم جامعة تونغهاي، وهي سمة مميزة للعمارة الحديثة في منتصف القرن التي اكتملت في عام 1963.

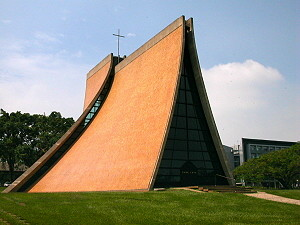
كنيسة لوس التذكارية